# Pulki
Pulki – wieś w Polsce położona w województwie lubelskim, w powiecie puławskim, w gminie Końskowola.
| SIMC    | Nazwa         | Rodzaj    |
| ------- | ------------- | --------- |
| 1023718 | Pulki-Majątek | część wsi |

Wieś stanowi sołectwo gminy Końskowola. Według Narodowego Spisu Powszechnego z roku 2011 wieś liczyła  mieszkańców.
Wierni Kościoła rzymskokatolickiego należą do parafii Znalezienia Krzyża Świętego i św. Andrzeja Apostoła w Końskowoli.

## Historia
Wieś bierze początki prawdopodobnie od nieistniejącej dziś Woli Chrząchowskiej. W 1552 r. pojawiła się w zapisach wieś Wola Chrząchowska, o której nie wspominają jednak późniejsze rejestry poborowe i pogłownego z lat 1563, 1580, 1626. W roku 1674 w parafii Końskowola spisano łącznie Sielce i folwark Polki (Rejestr Pogłównego). Wieś notowana następnie w 1676 roku, w aktach wizytacyjnych kościelnych z 1678 r. zapisano Sielce seu (lub) Polki co oznacza, iż Polki były związane z Sielcami. Wieś Polka wraz z folwarkiem położona w powiecie lubelskim  województwa lubelskiego wchodziła w 1662 roku w skład majętności końskowolskiej Łukasza Opalińskiego. Jako samodzielne osiedle odnotowano Pulki podczas wizytacji diecezji lubelskiej z lat 1738 i 1781. Na mapie z 1801 r. widnieje folwark Pulki, związany z Chrząchówkiem (Pułkownika Antoniego Barona Mayera von Heldensfeld zdjęcia topograficzne w Polsce w latach 1801–1804). Według autorów Osad zaginionych i o zmienionych nazwach przyjmuje się, że Wola Chrząchowska, folwark Polki i folwark Pulki to ta sama osada.
W latach 1975–1998 miejscowość administracyjnie należała do ówczesnego województwa lubelskiego.